# Alsodeiopsis mannii
Alsodeiopsis mannii är en tvåhjärtbladig växtart som beskrevs av Oliver. Alsodeiopsis mannii ingår i släktet Alsodeiopsis och familjen Icacinaceae. Inga underarter finns listade i Catalogue of Life.